# けけ(ヶ´∀｀)
けけ(ヶ´∀｀)（けけ、1991年 6月30日 - ）は、日本のヴィジュアル系ソロアーティスト、ファッションモデル、俳優、コスプレイヤー。神奈川県出身。血液型はA型。別名は、KEKE（ケケ）。

## 略歴
ヴィジュアル系が好きな両親の影響で、お腹の中にいる頃からヴィジュアル系の音楽に振れ、幼い頃にLUNA SEAを聴いてアーティストを目指すようになる。2009年アニメ・ヲタク・2次元をコンセプトにしたバンド「Medi@lize」にボーカルとして加入し、ライブ活動をスタートさせる。2011年4月24日にMedi@lize解散後、ニコニコ動画の「歌ってみた」へ投稿。ニコニコ生放送「ドリームクリエイター」の番組内で行ったドリームボーカリストで一位を獲得した。音楽専門誌「アリーナ37℃」ではコスプレ連載をしていた。2014年に元「V-last.」の寛-HIRO-と義-yoshi-の3人でヴィジュアル系バンド「TRiANGLE▼SONiX」を結成。2016年2月に活動を終了したことをブログにて報告。2017年「NEiN」のメンバーである舜と「Quiet Rain」を結成。2018年1月24日にiTunes、LINE MUSICで3曲入りのSingleをデジタル配信している。
ニコニコ動画の「歌い手」、ゲーム生中継を配信する生主、世界ランキング47位にランクインするゲームプレイヤー、雑誌「KERA（ケラ！）」の読者モデルやブランド『SUPER LOVERS』のモデル、音楽と演劇・2次元と3次元の融合された「劇団V」の一員として公演に参加するなど、幅広いジャンルで活動している。

## 人物
- 趣味はゲーム（主にFPS）、アニメ、グロい映画を観ること。[3]
- 好きなアーティストは、河村隆一、LUNA SEA[11]
- 好きなブランドは「JULIUS」「NILøS」

## ディスコグラフィ

### シングル
- 1st「DARUMAROMAN」（2012.3.21）
- 2nd「コズミケアリスワンダラン」（2012.3.21）
- 3rd「けけけのけ feat. マチゲリータ」（2014.7.1）

### アルバム
- 「K」（2016.3.30）[10]

### デジタル配信
- Quiet Rain「Quiet/puzzle/Like a flower...」（2018.1.24）[7][8]